# Lepiscelus distans
Lepiscelus distans är en stekelart som först beskrevs av André Seyrig 1935.  Lepiscelus distans ingår i släktet Lepiscelus och familjen brokparasitsteklar. Inga underarter finns listade i Catalogue of Life.